# MASSIVEGOOD
MASSIVEGOOD es el proyecto de la Fundación Millennium (Millennium Foundation) para conseguir fondos adicionales en favor de la lucha contra el VIH/Sida, la Malaria y la Tuberculosis. El proyecto se lanzó por primera vez en Estados Unidos el 4 de marzo de 2010, seguido de España el 1 de junio del mismo año. A finales de 2010, MassiveGood estará igualmente disponible en el Reino Unido, Alemania, Austria y Suiza. El movimiento MassiveGood da a los viajeros la oportunidad de hacer una micro-contribución de 2€, $2 o £2 cada vez que compran un billete de avión, reservan una habitación de hotel o alquilan un coche, para combatir enfermedades que, aun teniendo cura, se siguen cobrando la vida de millones de personas.

## Origen
MASSIVEGOOD fue desarrollado por la Millennium Foundation for Innovative Finance for Health, una fundación suiza, independiente y sin ánimo de lucro. La Fundación Millennium fue creada en noviembre de 2008 con el objetivo de desarrollar nuevas vías de financiación hacia los sistemas sanitarios de países de ingreso medio y bajo, dentro del marco de los Objetivos de Desarrollo del Milenio acordados por Naciones Unidas en el 2000. La sede central de la Fundación se encuentra en Ginebra, Suiza.
MassiveGood se concibe como una alianza público-privada, a la que se han sumado los líderes de la Industria del Turismo y las organizaciones internacionales de la salud con el fin de ofrecer a todos los viajeros la oportunidad de dar un sentido solidario a los viajes.

## Fondos
Los fondos recaudados por MassiveGood se destinan a UNITAID, una organización creada en 2006, y apadrinada por la Organización Mundial de la Salud, para facilitar e incrementar el acceso a los tratamientos contra el VIH/SIDA, la malaria y la tuberculosis. Otra parte de los fondos se utilizan para mejorar la salud materna e infantil en los países en vías de desarrollo.

## Apoyos
Actualmente el movimiento cuenta con distintos embajadores entre los que se incluyen Bill Clinton, will.i.am, Samuel L. Jackson, Susan Sarandon, David Guetta, Spike Lee, Mary J. Blige, Yvonne Chaka Chaka, Paul Auster and Brian Greene.
En España en concreto, el proyecto ha sido abanderado por varios jugadores de la Selección Española de Fútbol, Alberto Contador, Miguel Ángel Silvestre, Antonio Carmona, Javier Cámara, Rafael Amargo, Fernando Colomo, Carmen Posadas, Ángel Nieto, José Mota, Andrés Madrigal, Andreu Buenafuente, Carlos Chamarro y Rosario Flores.